# Mecosaspis femorata
Mecosaspis femorata là một loài bọ cánh cứng trong họ Cerambycidae.